# Stazione di Guardia-Mangano-Santa Venerina
La stazione di Guardia-Mangano-Santa Venerina è una fermata posta al km 261+673 della linea Messina-Siracusa.

## Storia
La stazione venne costruita in funzione delle esigenze di movimento della linea Messina-Catania e al servizio di alcune frazioni di Acireale quali Guardia, Mangano e dell'abitato di Santa Venerina. Era sede anche di traffico merci stagionale di agrumi.
Nel 1912 fu tristemente luogo dell'incidente ferroviario di Guardia Mangano, in cui persero la vita 15 persone e ne rimasero ferite gravemente oltre 30.
Fino al 1951 era denominata semplicemente "Guardia Mangano"; in tale data assunse la denominazione di "Guardia Mangano-Santa Venerina".
In seguito alla soppressione della stazione originaria, dopo il 1989, il fabbricato venne mantenuto con piccoli adattamenti all'uso come fermata del nuovo tratto a doppio binario. Data la non coincidenza con il nuovo asse binari il marciapiede venne ampliato fino a raggiungere il nuovo piano del ferro.

## Strutture e impianti
La fermata è costituita da un fabbricato ad una elevazione con adiacente ampio marciapiede.
La stazione vecchia possedeva anche un piano caricatore, il magazzino merci e un ponte a bilico. Era dotata di rifornitore idraulico per le esigenze delle locomotive a vapore.